# 佩尔-奥洛夫·阿维德松
佩尔-奥洛夫·阿维德松（瑞典語：Per-Olof Arvidsson，1864年12月18日—1947年8月30日），瑞典男子射击运动员。他曾代表瑞典参加1908年和1912年夏季奥林匹克运动会射击比赛，共获得一枚金牌和一枚银牌。